# Германский союз
Герма́нский сою́з (нем. Deutscher Bund) — объединение независимых германских государств и вольных городов, созданное после Венского конгресса на месте распущенной в 1806 году Священной Римской империи.

## История
Союз был основан 8 июня 1815 года на Венском конгрессе как наследник развалившейся в 1806 году Священной Римской империи. Сначала в Германский союз входили 39 государств, но в 1866 году (ко времени роспуска) в нём осталось 32 страны, традиционно для Германии отличающихся исключительной пестротой государственных форм.
В союз входили: одна империя (Австрийская), пять королевств (Пруссия, Саксония, Бавария, Ганновер, Вюртемберг), герцогства и княжества, а также четыре города-республики (Франкфурт, Гамбург, Бремен и Любек).
Как и в прежние времена, это германское объединение имело в своём составе территории, находящиеся под иностранным суверенитетом — короля Англии (королевство Ганновер до 1837 года), короля Дании (герцогства Гольштейн и Саксен-Лауэнбург до 1864 года), короля Нидерландов (великое герцогство Люксембургское до 1866 года).
Бесспорный военно-экономический перевес Австрии и Пруссии давал им явный политический приоритет перед другими членами союза, хотя формально в нём провозглашалось равенство всех участников. В то же время ряд земель Австрийской империи (Венгрия, Далмация, Истрия и др.) и Прусского королевства (Восточная и Западная Пруссия, Познань) полностью исключались из союзной юрисдикции. Это обстоятельство лишний раз подтверждало особое положение в союзе Австрии и Пруссии.
Пруссия и Австрия только теми территориями входили в Германский союз, которые уже были частями Священной Римской империи. Территория Германского союза в 1839 году составляла около 630 100 км² с населением 29,2 млн человек.
После Австро-прусской войны (17 июня — 26 июля 1866) Германский союз 23 августа в городе Аугсбург распустился.

## Организация союза

Германский союз перед началом Австро-прусской войны 1866 года

Германский союз являлся международной организацией (Völkerrechtlicher Verein) состоявшей из 38 немецких союзных государств (deutsche bundesstaat). Высший орган — Союзное собрание (Bundesversammlung), заседания которого проводились во Франкфурте-на-Майне. В полном составе (Plenum) (69 голосов, каждое из государств располагало от 1 до 4 голосов) заседания Союзного сейма проходили очень редко, в основном все решения принимались на узком собрании (Engern Versammlung) (17 голосов), крупные государства в котором имели самостоятельные голоса, мелкие объединялись в курии. Председателем союзного собрания являлся представитель Австрии, в случае его отсутствия - представитель Пруссии, в случае отсутствия последнего - представитель Баварии. На время ежегодного перерыва заседаний собрания (4 месяца) составлялся вакационный комитет (Ferien-Ausschuss), из двух уполномоченных и председателя. Споры между отдельными немецкими союзными государствами рассматривала австрегальная инстанция (Austrägalnstanz).
Каждое из объединившихся в союзе государств обладало суверенитетом и собственной системой управления. В одних сохранялся абсолютизм, в других функционировали нерегулярные сословно-представительные органы, и лишь в семи были приняты конституции, ограничивающие власть монарха (Бавария, Баден, Вюртемберг, Гессен-Дармштадт, Нассау, Брауншвейг и Саксен-Веймар).
Германский союз просуществовал до 1866 года и был ликвидирован после поражения Австрии в австро-прусской войне (к 1866 году в него входило 32 государства). Единственным его членом, сохранившим независимость и не претерпевшим ни одной смены режима, является Княжество Лихтенштейн.

## Силовые структуры
- Федеральное войско (Bundesheer)
- Федеральный флот (Bundesflotte) наиболее известные представители которого корвет Гамбург и SMS Prinz Adalbert.

## Внешняя политика
При Германском федеральном собрании были аккредитованы как посланники отдельных государств союза (Баварии, Австрии, Гамбурга, Бремена и Любека), так и посланники иностранных государств (Франции, Сардинии (с 1862 года — Италии), Нидерландов, Дании, Швеции, Великобритании, России, Испании, Соединённых Штатов Америки, с 1840 года — Бельгии), собственных посланников при иностранных государствах Федеральное собрание не имело. Из государств союза собственные посольства как при иностранных государствах так и при других государствах союза имели Австрийская Империя, Королевство Пруссия, Королевство Бавария, Королевство Саксония, Королевство Вюртемберг, Великое Герцогство Баден и ганзейские города. В этих же государствах союза существовали посольства иностранных государств.

## Последствия Венского конгресса

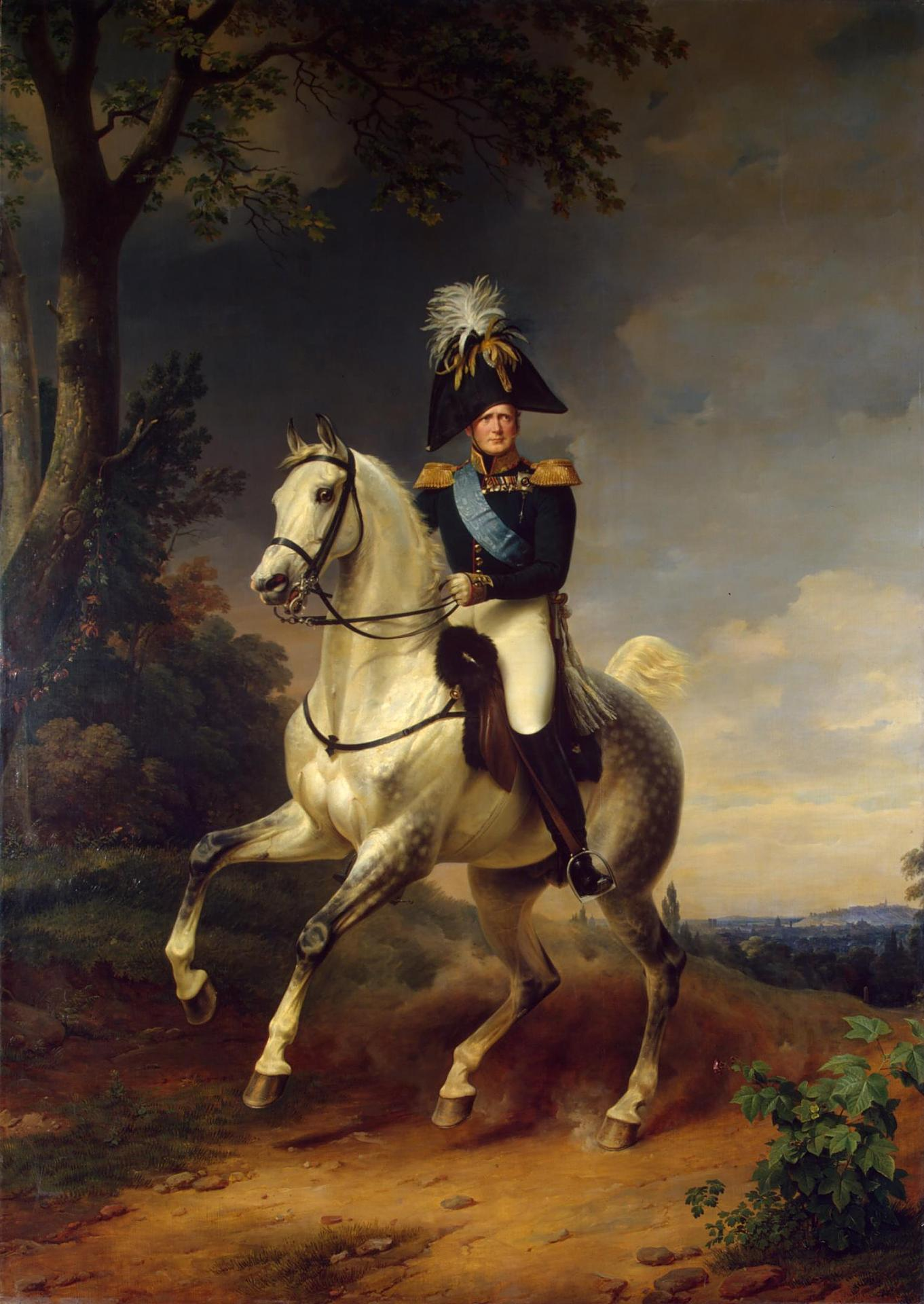
«Александр I — гарант безопасности в Европе». Художник Франц Крюгер

На Венском конгрессе (1814—1815 гг.) Англия, стремясь не допустить возможного в будущем усиления Франции, содействовала Пруссии в распространении её территории до Рейна. Одновременно в планы Англии не входило чрезмерное усиление Пруссии и превращение её в доминирующую европейскую державу.
В свою очередь Пруссия согласилась на присоединение к России Великого герцогства Варшавского в качестве ответного шага на согласие о присоединении Саксонии к Пруссии. Талейран, бывший тогда премьер-министром Франции, использовал «саксонский вопрос» с целью прекращения международной изоляции Франции и поддержал Австрию и Англию, заключивших секретное соглашение по срыву этих планов. В результате к Пруссии отошло 40 % территории Саксонии.
Получившееся федеративное образование состояло из 34 государств и 4 городов: Франкфурта-на-Майне, Любека, Гамбурга и Бремена. Государства не имели права вступать в альянсы, угрожающие Федерации или отдельным её членам, но могли иметь свои конституции. Федеральный орган Бундестаг собирался под руководством Австрии во Франкфурте-на-Майне с участием представителей государств. Решения, принимаемые доминирующими членами Федерации, Австрией и Пруссией, могли быть забаллотированы даже в том случае, если в их поддержку выступили делегации от четырёх королевств: Саксонии, Баварии, Ганновера и Вюртемберга. Германия того времени была связана лишь общностью языка и культуры.
Полиэтническая Австрийская Империя, в которой к тому времени численность немцев не превышала 1/3 от всего населения, была в политическом отношении весьма слаба.
Пруссия, в которой Харденберг до самой своей смерти в 1822 году проводил свои реформы, пришла к тому, что возврат ко временам абсолютной монархии стал невозможен. Однако становление либерально-буржуазного общества тормозилось сильным влиянием аристократии во властных структурах и особенно в армии.
Развитие либерализма в Федерации было чрезвычайно неравномерным: Австрия и Пруссия игнорировали статью 13 Федерального акта, обязывавшего ввести конституционную форму правления. Но в Саксен-Веймаре она была введена в 1816 году, в Бадене и Баварии — в 1818, в Вюртемберге − в 1819, в Гессен-Дармштадте — в 1820.

## Немецкое общество
По сравнению с предыдущим веком, немецкое общество XIX века внешне было эгалитарным. Отсутствовала существенная разница в одежде, поведении и вкусах. Существенные имущественные различия были спрятаны за фасадом всеобщего равенства. Стали обычными браки между представителями прежней аристократии и преуспевающими выходцами из низов. При этом браки совершались по взаимному влечению. Уже в 1840 году около 60 % занятых в производстве составляли рабочие и мелкие собственники. Старые формы социального неравенства заменялись новыми. От 20 до 30 % населения прибегали к помощи различных благотворительных организаций. В Хемнице различие в недельной зарплате рабочих-печатников составляло 13 раз.

### Бидермейер

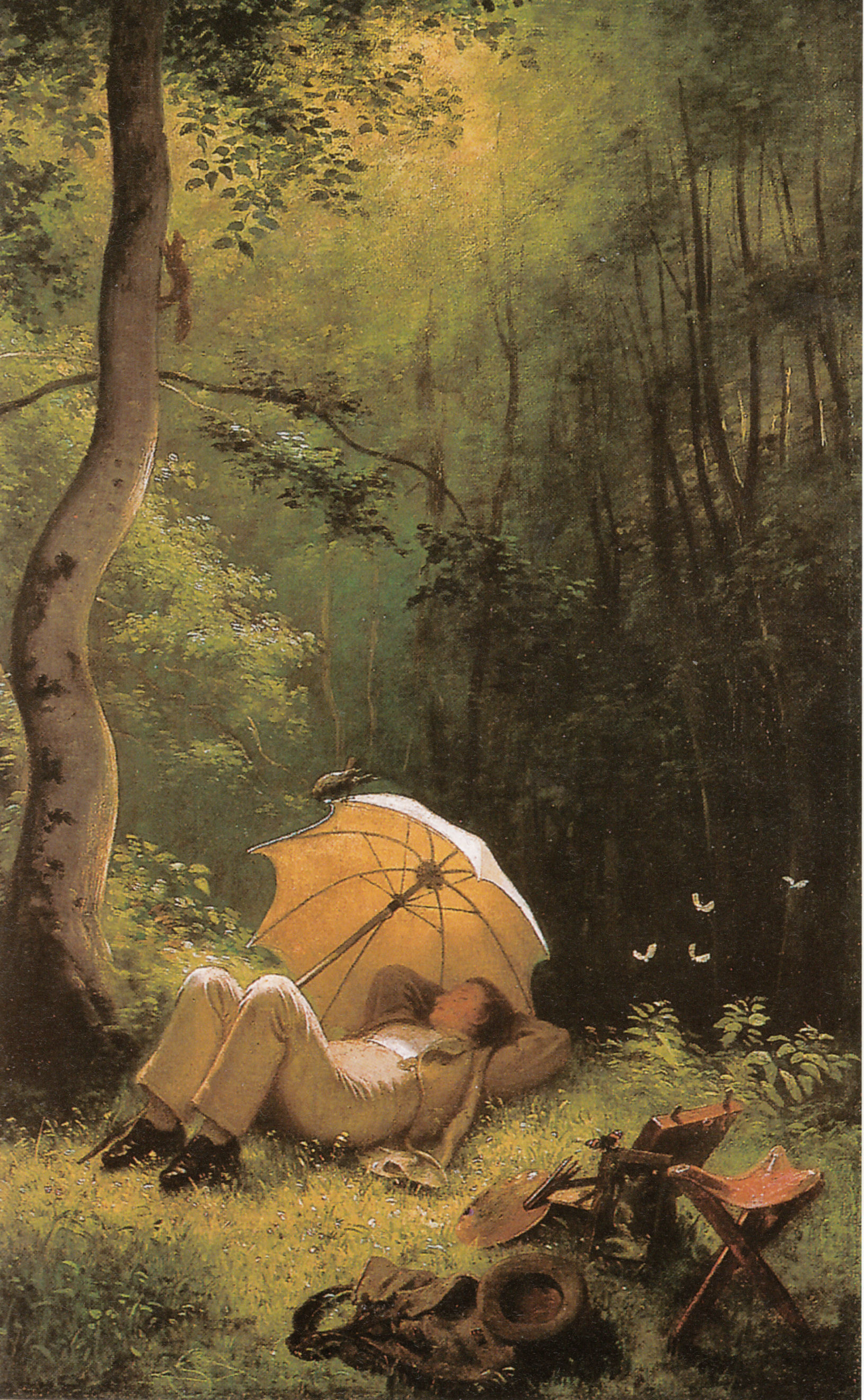
«Художник за работой на пленэре». Художник Карл Шпицвег

Эпоха, последовавшая за Наполеоновскими войнами, когда общество начало отдыхать от неустроенности и неопределённости военного времени, носит в Германии название Бидермейера. В это время благодаря росту благосостояния значительной части общества, вызванного экономическим подъёмом и ростом производительности труда, начал постепенно складываться новый класс, который позже будет назван средним классом, ставшим базой для стабильности государства. Представители этого класса в силу своей относительной обеспеченности не должны были вести ежедневно ожесточённую борьбу за жизнь. У них появилось свободное время и средства для того, чтобы серьёзно заняться вопросами семьи и воспитания детей. Тем более что семья давала защиту от неприятностей со стороны внешнего мира. На смену рационализму предыдущего века пришло обращение к религии.
Эта эпоха нашла своё убедительное отражение в нейтральном и бесконфликтном творчестве немецкого художника Шпицвега.

### Наука и культура
В первой половине века Германия была «страной поэтов и мыслителей», давшей миру множество новых идей.
Шеллинг и группа «натуральных философов» выступили против ньютонианского материализма с утверждением, что Природа может быть познана лишь на основе размышлений и привлечения интуиции. Медики Фойхтерслебен из Вены и Ригзайс из Мюнхена выступили с идеей об отмене материалистического подхода к медицине и необходимости положить в основу лечения молитву и медитацию.
В противоположность этим проявлениям отрицания рационализма в немецкой науке появились имена, значительно повлиявшие на развитие современного научного знания. Выдающимся учёным оказался Юстус Либих, который был введён в большую науку Александром Гумбольдтом. Либих фактически стал создателем современной агрохимии.
В литературе показала себя группа политически ангажированных писателей «Молодая Германия», в которую вошёл Генрих Гейне, оценки которого колебались в широком диапазоне от «пламенного патриота» до «циничного предателя» и от «принципиального республиканца» до «платного лакея». Он имел смелость оставаться самим собой, и во многих случаях история показала, что он был прав.

### Радикальный национализм

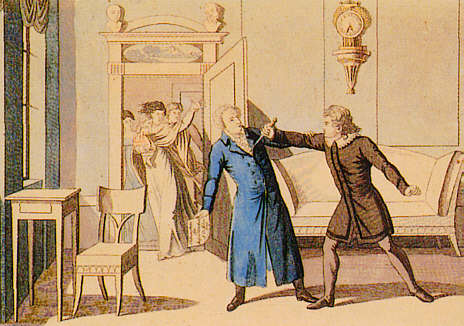
Занд убивает Коцебу

Во времена Освободительной войны весьма широко была распространена идея о том, что Бундестаг должен стать действенным федеральным органом — форумом всей немецкой нации. Эта идея продолжала жить в студенческих обществах, особенно Гисена и Иены, где наиболее радикально настроенные студенты впадали в революционную активность.
В 1815 году в Йене было организовано братство университетских студентов (нем. Burschenschaft), ставшее наиболее влиятельной организацией, призывающей к проведению конституционных реформ, приобретению гражданских свобод и национальному объединению. В качестве объединительного символа ими был избран чёрно-красно-золотой флаг, повторяющий цвета униформы «егерей Лютцова» времён Освободительной войны в Германии. Из общего количества немецких студентов около 8000 к движению примкнули от одной до полутора тысяч.
18 октября 1817 года студенты провели с разрешения Великого князя в Эйзенахе у стен замка Вартбург свой фестиваль, посвящённый 300-летнему юбилею начала Реформации и четырёхлетнему юбилею «Битвы народов» под Лейпцигом. Собралось около 500 человек. В первый же день наиболее радикальная группа устроила костёр, на котором стала сжигать «негерманские» книги, в том числе и тексты «Кодекса Наполеона» и предметы, символизирующие репрессалии старого режима. Полиция провела аресты, но студенческие организации продолжали существовать подпольно.
23 августа 1819 года один из радикальных студентов — Карл Людвиг Занд убил в Маннхайме популярного писателя и наблюдателя от Российской империи, противника немецкого романтизма Августа фон Коцебу. Король Фридрих Вильгельм III, склонный переоценить влияние радикальных настроений, в весьма умеренном по своим целям в то время националистическом движении, принял ряд решительных мер.
Занд был публично обезглавлен 29 мая 1820 года, а его героическое поведение превратило его в идола движения, причём щепки от эшафота были превращены в объект почитания его сторонниками. В его честь в 1859 году был воздвигнут монумент.
Князь Меттерних, бывший во время покушения в Риме, в течение нескольких месяцев не решался вернуться из него, а 1 августа 1819 года, встретившись в Теплице с Фридрихом Вильгельмом III, убедил его остановить реформы и установить строгое наблюдение над университетами. По его мнению, наступил час решения о выборе между революцией и реакцией. Принятый под его давлением в присутствии представителей бундестага «Карлсбадский декрет» обеспечивал доминирующую роль Австрии в Федерации и обязывал всех членов ввести контроль над университетами. Студенческие общества запрещались, академические свободы были отменены. Все книги, содержащие менее 320 страниц, подлежали цензуре. В стране создалась атмосфера подозрительности и страха, парализующая интеллектуальную жизнь.
В июле 1830 г. в Париже произошла революция и на трон вместо Карла сел «буржуазный король» Луи Филипп. Это событие отозвалось в Германии дальнейшим развитием либеральных настроений и принятием конституций в её северных землях по образцу того, что уже имело место на юге страны.

### Евреи в немецком обществе
Имевшие своё дело евреи в 1816 году составляли около 1,1 % населения Германской империи. К 1871 году эта доля практически не изменилась − 1,2 %. За это время еврейское сообщество заметно расслоилось на сравнительно немногочисленную группу очень богатых фамилий и основную массу бедноты. Еврейское сообщество совместно с государственными чиновниками делало попытки приобщить эту массу к труду в сельском хозяйстве, но безуспешно. Сказалась многовековая практика сегрегации, при которой наиболее доступными профессиями были торговля и финансы. Уже в 1882 году 20 % банковских служащих и работников бирж были евреями. С другой стороны, к концу века количество евреев — уличных торговцев упало до 2 %.
Невозможность службы в армии, дававшей возможность подъёма по социальной лестнице, заставило еврейскую молодёжь обратиться к получению университетского образования. В 80-е годы уже около 10 % прусских студентов происходило из их среды. Значительное количество докторов, юристов и лиц свободных профессий также были евреями. Но только в 1859 г. один из них занял профессорскую кафедру в Гёттингене, а другой стал первым судьёй из евреев в Гамбурге лишь в 1860 г.
Позиция верноподданного еврея в немецком обществе была сформулирована известным либеральным писателем Бертольдом Ауэрбахом таким образом:
«Я — немец, и не могу быть никем иным, я — шваб, и никем другим не хочу быть, я — еврей и это смешение соответствует сути того, кто я есть».

С другой стороны, в немецком обществе в течение тысячи лет существовало не подлежащее не только ревизии, но и вообще обсуждению мнение, что слово «немец» является синонимом слова «христианин». И общество требовало от своего члена однозначного ответа на вопрос о его национальной принадлежности, неотделимой от принадлежности к той или иной религиозной конфессии. В связи с этим столь сложная формулировка была непонятна массам.
Бытовой и административный антисемитизм пустил в европейской истории глубокие корни. Он имеет различные формы выражения, в том числе в виде недоверия и подозрительности к нации в целом, основанных и на категорическом неприятии еврейскими общинами непрерывно идущего смешения населения в процессе ассимиляции. Ортодоксально настроенные представители еврейского населения справедливо опасались ассимиляции, угрожающей падением авторитета Закона Моисея. Те же опасения разделяли и представители духовенства — раввинат. В XIX в. ко всем проявлениям антипатии добавилась и зависть к успехам, демонстрируемым еврейством на ставшими ему доступными поприщах.
Тем не менее, влияние еврейской культуры на культуру Германии и обратное влияние были, безусловно, плодотворными для каждой из сторон.

## Таможенный союз

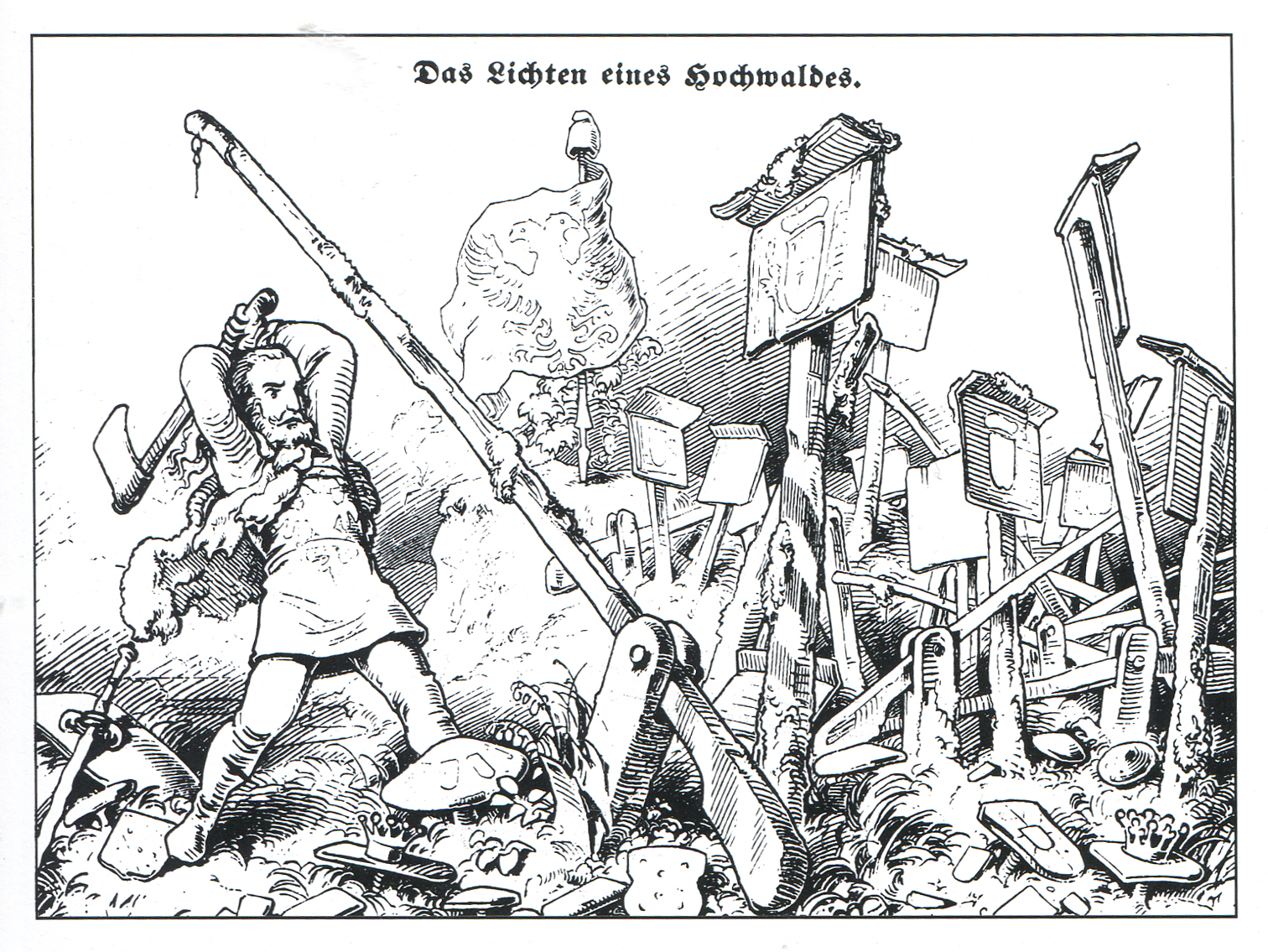
Аллегория на ликвидацию таможенных ограничений. Германия. 1834 год.

Либеральные преобразования на территории Германии наиболее интенсивно проходили в области экономики, где проявилась тенденция к образованию общегерманского рынка. В этом направлении действовала и система высоких таможенных сборов, которые в определённой степени защищали производимые в рамках Федерации товары от конкуренции со стороны Англии. Инициатором в этом вопросе выступила Пруссия, в которой в 1818 году были отменены все существовавшие ранее таможни между прусскими провинциями и Пруссия стала территорией свободной торговли. Австрия противилась самой идее свободы торговли, которая находила в членах Федерации всё увеличивающееся количество сторонников. 1 января 1834 г. был создан Германский таможенный союз (нем. Zollverein), в состав которого вошли Бавария, Пруссия и ещё 16 германских княжеств. В результате под контролем прусской бюрократии оказалась территория с населением в 25 миллионов человек, из 18 членов Федерации. Прусская монета, талер, стала единственно используемой монетой в Германии. Австрия в таможенный союз не входила
.

## Начало Промышленной революции

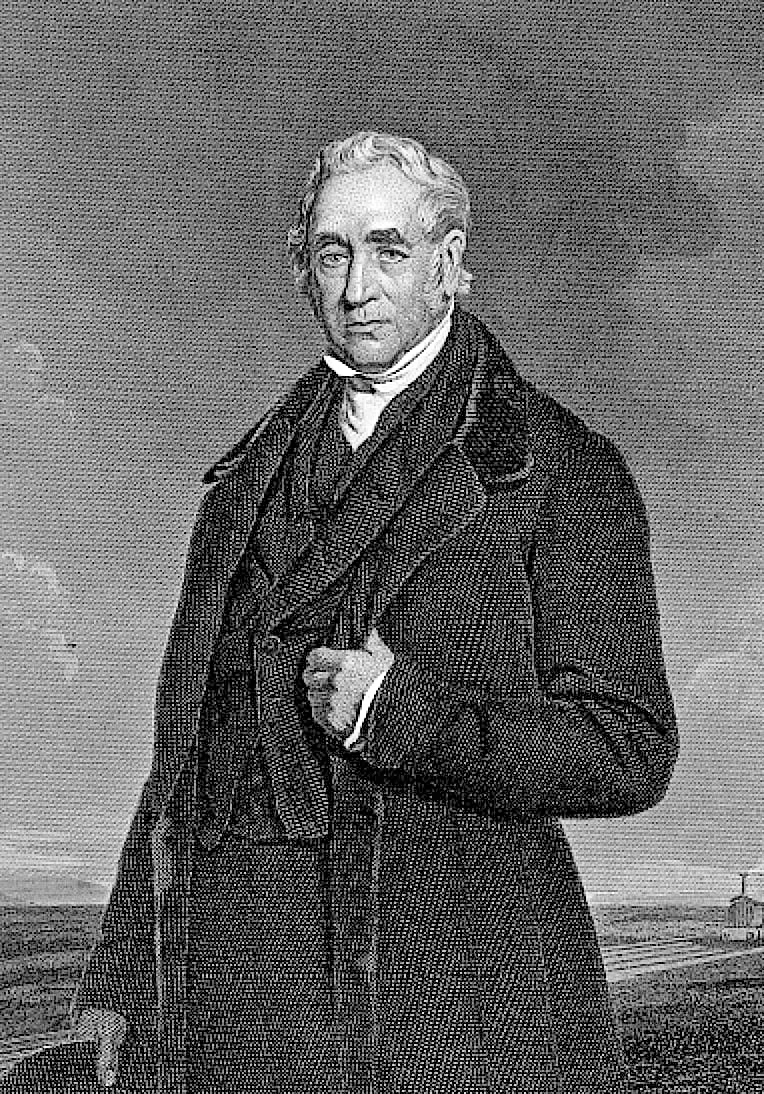
Джордж Стефенсон

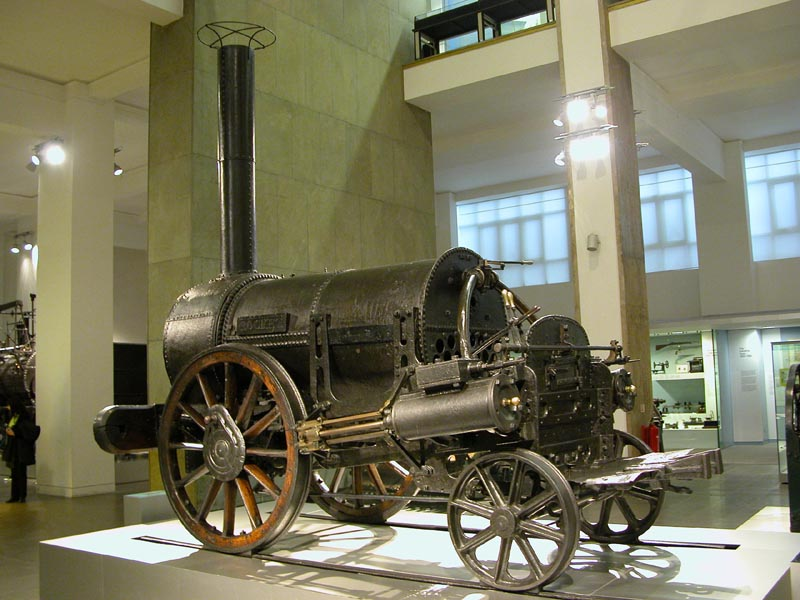
«Ракета» Стефенсона

До середины века промышленное производство росло весьма умеренными темпами. Ещё в 1846—1847 годах менее 3 % работоспособного населения в государствах Таможенного союза могли быть отнесены к категории работников промышленности. Однако начавшееся строительство железных дорог радикально изменило экономическую ситуацию.
В 1784 году шотландец Вильям Мердок (англ. William Murdoch) построил прототип паровоза (локомотива). 21 февраля 1804 года англичанин Ричард Тревитик, создал полномасштабный действующий экземпляр, который использовался для внутризаводского транспорта. Патент на своё изобретение он получил в том же году. В основном же рельсовые пути в Европе использовались для передвижения вагонов силами впряжённых в них лошадей.
Во время Наполеоновских войн сильно поднялись цены на зерно и корма, что заставило искать замену лошадям. Первое время использование паровой тяги было затруднено тем, что не было найдено правильное соотношение между весом локомотива, уклоном дороги и требуемым тяговым усилием, что привело к ошибочному мнению о невозможности езды по гладким рельсам.
Ещё в 1814 году Джордж Стефенсон построил свой первый паровоз «Блюхер». В 1825 году под его руководством был проложен первый железнодорожный путь общественного пользования с паровозной тягой, а затем его «Ракета» вышла победителем на Рейнхильских испытаниях. В Германии железнодорожное строительство было начато открытием сообщения между Нюрнбергом и Фюртом в 1835 году.
Затем железнодорожный бум начался по всей Европе. Даже консервативно настроенные делегаты общегерманского парламента от Австрии были вынуждены ехать по Рейну пароходом до Дюссельдорфа, а затем поездом до Берлина.
Железнодорожное сообщение в короткий срок снизило транспортные расходы на доставку товаров на 80 %. Социальный эффект железнодорожного сообщения проявился и в существенной демократизации общества. Прусский король Фридрих Вильгельм III сетовал, что отныне представители низших сословий могут ехать в Потсдам с той же скоростью, что и он.
Однако значительно более важное значение железнодорожного строительства заключалось в том, что оно стало стимулом для развития горнодобывающей и сталелитейной промышленности, а также машиностроения, в которых немецкая промышленность занимала лидирующие позиции.

## Революция 1848 года
В середине века в Европе наступил голод. Массовая безработица, голод и нищета охватили многие земли Германии. Серия неурожаев, последовавших за 1845 годом, вызвала голодные бунты в Берлине, Вене, Штутгарте и Ульме. В Верхней Силезии были зарегистрированы более 80 000 случаев заболевания тифом. 18 000 заболевших умерло. Картофель, ставший к тому времени одним из основных блюд народного рациона, стал негоден в пищу из-за поразившей его болезни. Это вызвало «Картофельное восстание» в Берлине в 1847 году. Реальная зарплата промышленных рабочих между 1844 и 1847 годами упала на 45 %. Катастрофическая ситуация была подтверждена широко распространённым докладом либерального профессора-медика, создателя клеточной теории в медицине и биологии Рудольфа фон Вирхова.
В наиболее тяжёлой ситуации оказалась группа мелких предпринимателей в Силезии, владевших 116 832 устаревшими текстильными производствами. Только 2 628 из них были механизированы. Силезские ткачи не были в состоянии конкурировать с английскими товарами. Всё это привело к бунту. Рабочие громили фабрики и конторы, жгли долговые книги. Подошедшая армия в течение трёх дней восстановила порядок.
Либерально настроенные деятели искусства, такие как Гейне, Герхардт Гауптман и Кете Кольвиц выразили симпатию к бунтовщикам, считая их невинными жертвами промышленной революции. Реально произошедшие события послужили Карлу Марксу поводом для его известного обобщения, содержащего утверждение о том, что пауперизация рабочего класса является неизбежной особенностью промышленного капитализма.

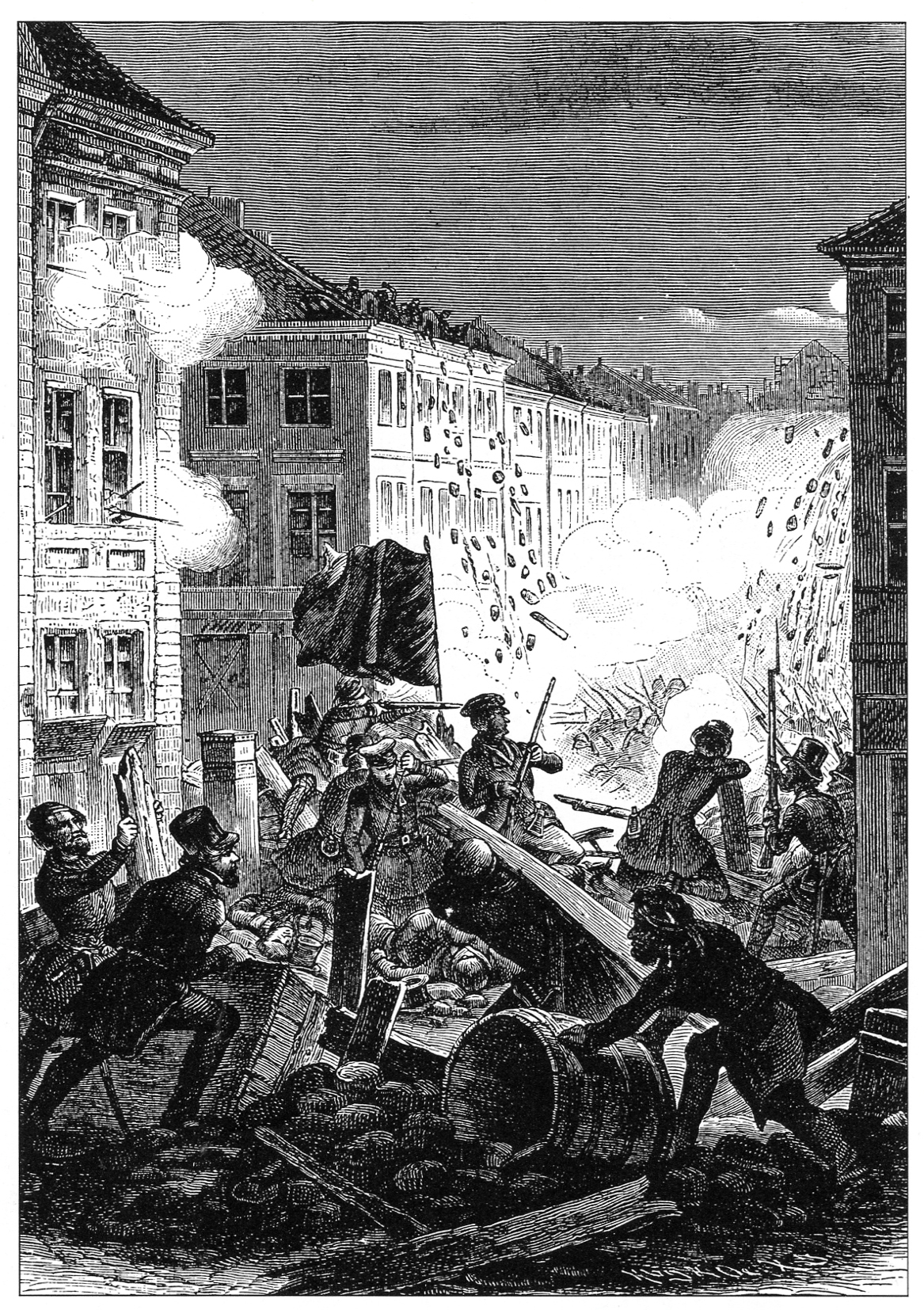
Уличный бой в Берлине

Перед 1848 годом положение в экономике стало заметно улучшаться и наметился её ускоренный подъём. Однако 24 февраля 1848 года в Париже начались бои на баррикадах. Король Луи-Филипп I бежал и Франция вновь стала республикой. В марте радикалы под руководством венгерского националиста Кошута поставили вопрос о ликвидации монархии Габсбургов. Это нашло своё отражение и в немецких землях, а в парламенте Бадена был поставлен вопрос о преобразовании Федерации в государство по образцу Соединённых Штатов Америки.
Революционное брожение, представлявшее нередко противоречивые интересы различных социальных групп, охватило страну. Бундестаг признал 9 мая 1848 года трёхцветный флаг, как государственный. Во многих немецких государствах произошла замена правительств на более либеральные. В Австрии Меттерних был вынужден бежать, а прусский король Фридрих Вильгельм IV 18 марта издал распоряжение об отмене цензуры и высказал мнение в поддержку принятия конституции. Толпа заполнила Берлинский замок и для наведения порядка генерал Притвиц был вынужден дать приказ войскам разогнать толпу. В ответ возникли баррикады и в схватках погибло 230 человек. Тогда король приказал войскам 19 марта покинуть город, лично принял участие в похоронах жертв столкновений и, надев трёхцветную повязку, проехал по улицам. В тот же день он издал прокламацию, содержащую фразу, смысл которой остался неясен: «Отныне Пруссия входит в Германию».
Было сформировано умеренно либеральное правительство под руководством банкира Лудольфа Кампгаузена и промышленника Давида Ганземана, которое проводило курс на поддержку экономического роста и монархии. Радикальные группировки в то время были достаточно слабы. Попытка радикала Фридриха Геккера вооружённым путём установить республику была без труда прекращена армией. С другой стороны, правая оппозиция в лице Бисмарка, принца Вильгельма и Герлаха оказалась в изоляции.
18 мая во Франкфурте на Майне собрался, избранный по старой схеме, парламент с участием 350 делегатов в церкви Св. Павла. Бундестаг был распущен, и Германия получила новое, полностью импотентное правительство, не располагавшее полнотой власти, не имевшее денег, не располагавшее властью над вооружёнными силами при отсутствии общей для страны конституции с парламентом, расчленённым на противостоящие фракции. Весной и летом в Пруссии можно было насчитать 50 ассоциаций консервативного толка, 300 либеральных конституционных организаций и 250 групп демократов. Но наиболее организованными и многочисленными были католики, требовавшие, чтобы в конституции были записаны права церкви. В октябре они провели в Майнце общегерманский католический конгресс, ставший наиболее влиятельной внепарламентской организацией.
Тогда в Германии ещё не сформировались политические партии, а участники самоидентифицирующих себя группировок собирались в пивных барах и гостиницах, по имени которых и назывались парламентские фракции. Как заметил Бисмарк, было принято множество резолюций и проведено голосований, но ничего практически ценного не было высказано.
Но серьёзную проблему представляли националистические тенденции. На гарантировании своих прав настаивали делегаты от Польских земель, Южного Тироля, Богемии и Моравии, а также Дании . В декабре Фридрих Вильгельм распустил Национальную Ассамблею и провозгласил новую конституцию.
Парламент во Франкфурте настаивал на включении Австрии в империю, но без принадлежащих ей территорий, населённых не немцами, что было неприемлемо для молодого Австрийского императора Франца-Иосифа, поскольку означало разделение его империи. Тогда парламент принял решение предложить корону Фридриху-Вильгельму IV, который отказался принять корону от «беспризорников». Его отказ положил конец надеждам на объединение Германии, Пруссия отказала парламенту в легитимности и отозвала своих делегатов 14 мая.
Это решение вызвало волну протеста и даже в Пруссии подразделения Ландвера выступили против регулярной армии. Парламентское большинство, ставшее левым, приняло решение переехать в Штутгарт, тем самым выйдя из-под контроля австрийских и прусских войск, размещённых во Франкфурте.

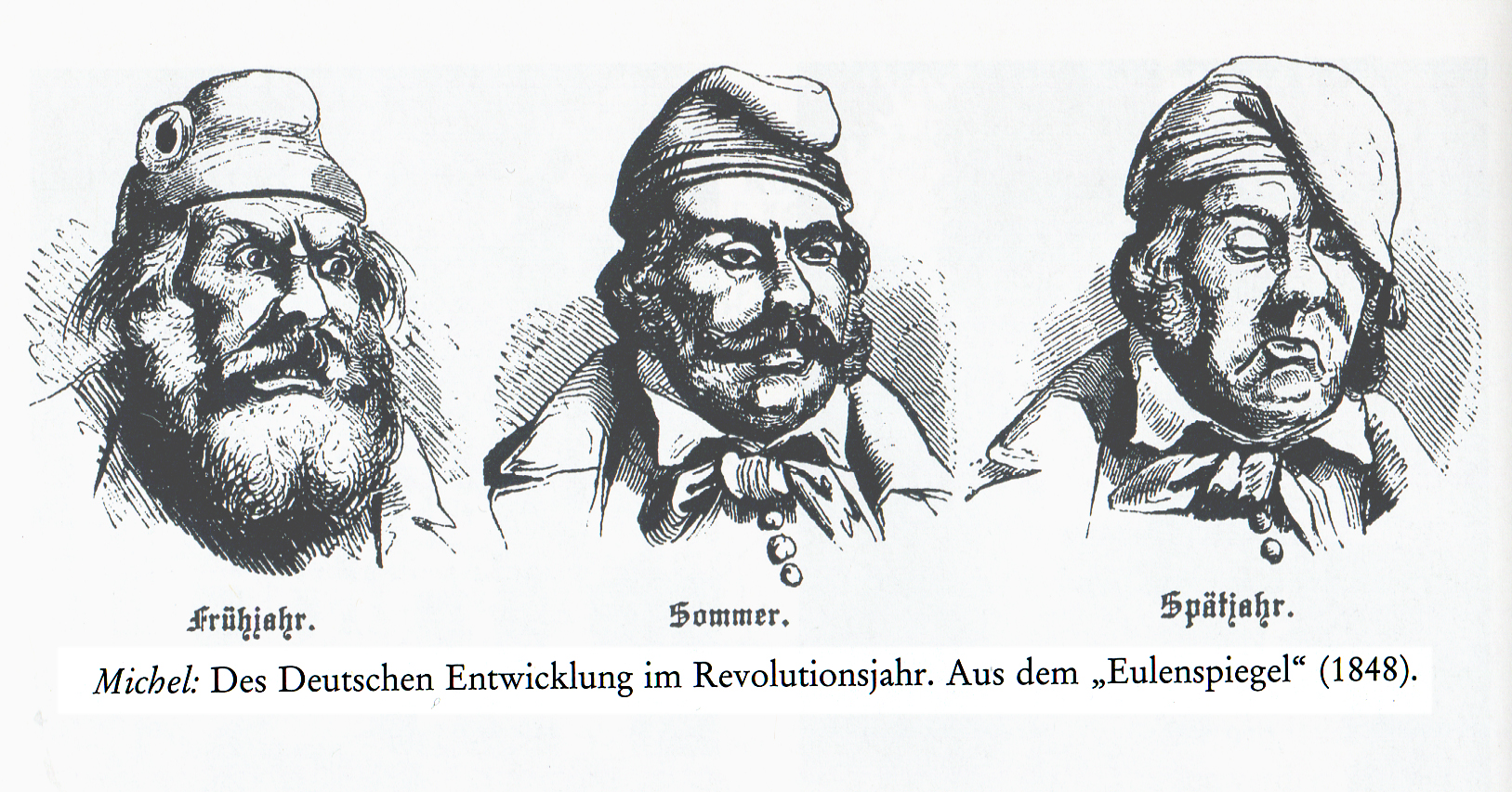
Карикатура, изображающая изменение настроений немцев в революции 1848 г.

Принц Вильгельм (будущий первый император) решительно преследовал плохо вооружённые отряды повстанцев, за что заслужил прозвище «картечный принц» (de. Grapeschot Prince). В результате в эти годы Германию покинуло 1,1 миллион немцев, эмигрировавших, главным образом, в Америку. Революция потерпела поражение, поскольку радикалы не имели чётко выраженной позиции и не были едины. Кроме того, стало ясно, что и Австрия, поддерживавшая антипрусские выступления, окончательно потеряла шанс стать доминирующей страной в Немецком союзе. Консервативные слои в Пруссии сохранили свои позиции в управлении государством и особенно в армии. Буржуазия поступилась своими политическими амбициями и сконцентрировала внимание на производстве и финансовой активности. В результате годы между 1846 и 1873 годами стали годами образования среднего класса и существенного роста его благосостояния.
В 1858 году принц Вильгельм был назначен регентом при душевнобольном короле и, к всеобщему удивлению, сменил непопулярное правительство, создав кабинет из консервативно настроенных либералов.

## Эпоха «Железа и крови»

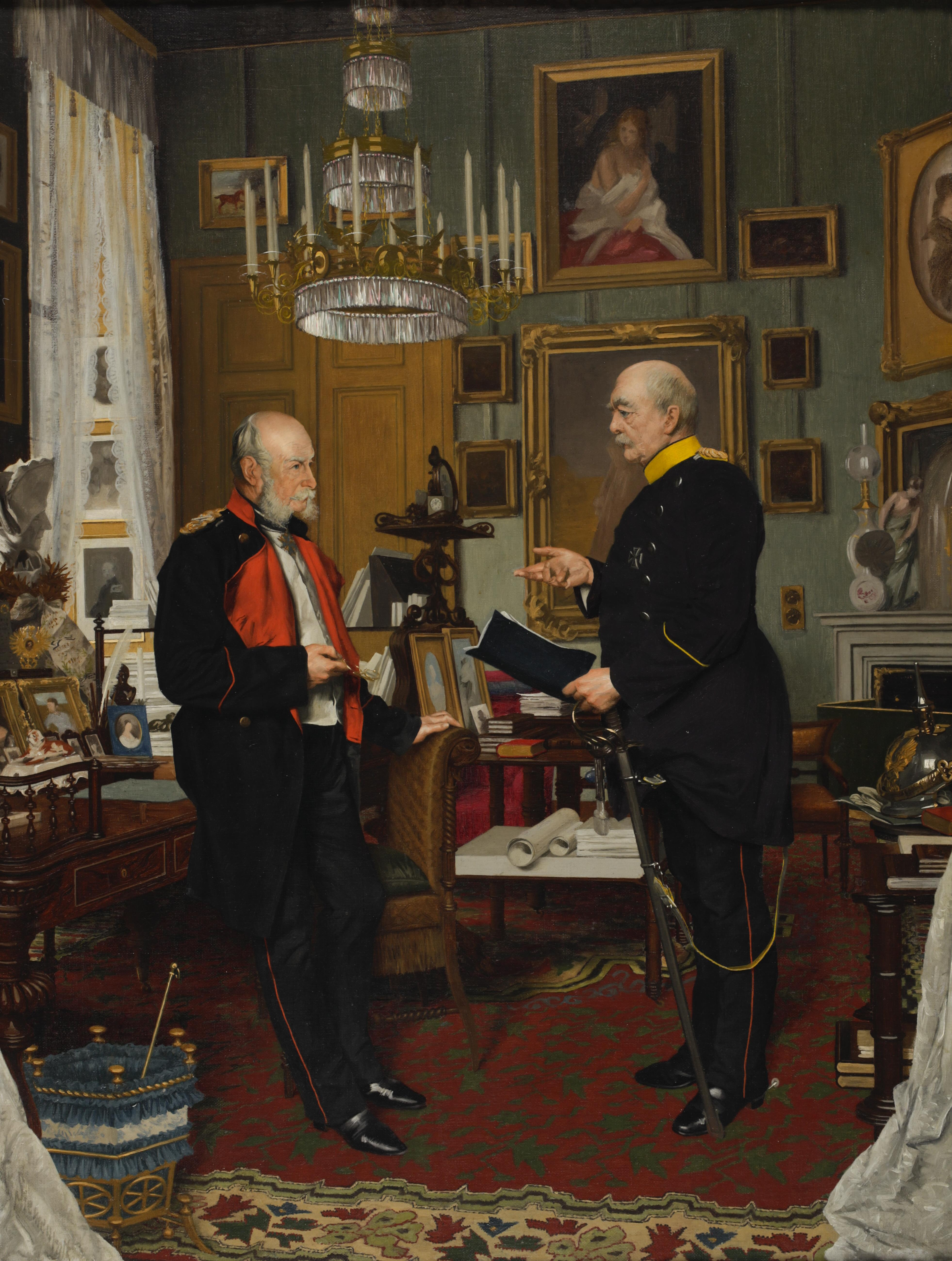
«Вильгельм I и Бисмарк». Художник Конрад Сименрот

Отто фон Бисмарк, «железом и кровью» в войнах с Данией, Австрией и Францией создавший Второй Рейх (малый — без Австрии), в значительной степени удовлетворил существовавшую издавна потребность в объединении немцев в единую страну. После этого его задачей стало устранение опасности войны на два фронта, которую он считал заведомо проигрышной для государства. Выход он видел в отказе от приобретения колоний, которые значительно увеличили бы опасность вооружённого конфликта при столкновении с интересами колониальных держав, в первую очередь Англии. Он считал добрые отношения с Англией залогом безопасности Германии, и потому все усилия направил на решение внутренних проблем.